# Пуэнт-а-Пьер
Пуэнт-а-Пьер (англ. Pointe-a-Pierre) — город в регионе Кува-Табаките-Тальпаро на острове Тринидад в Тринидаде и Тобаго.

## География
Расположен на берегу залива Пария к северу от Сан-Фернандо и к западу от Гаспарилло.
Отделён на юге от Марабеллы — района города Сан-Фернандо — рекой Гуаракара, а от города Гаспарилло на востоке — шоссе Сэра Соломона Очоя.

## История
Город был построен для работников нефтеперерабатывающего завода.
Нефтеперерабатывающий завод был построен компанией «Trinidad Leaseholds Limited (TLL)» и расширен компанией «Texaco Trinidad Limited» — местным филиалом американской «Texaco». Позже завод был выкулпен правительством Тринидада и Тобаго и передан компании «Trintoc», впоследствии поглощённой компанией «Petrotrin».

## Население
По данным на 9 января 2011 года в городе проживали 460 человек: мужчин — 209, женщин — 250.
На 15 мая 2000 года население составляло 587 человек.

## Инфраструктура
Расположен единственный в стране нефтеперерабатывающий завод, которым управляет государственная нефтяная компания «Petrotrin». Здесь же расположена штаб-квартира компании.
Есть порт для экспорта и импорта нефтепродуктов.
В городе есть начальная школа, яхт-клуб и клуб персонала завода, в котором находятся: бассейн, поле для гольфа, корты для тенниса и сквоша. В середине 1960-х была построена средняя школа, которая не сохранилась.
Также находится заповедник для водоплавающих птиц, включающий в себя два озера и 25 га территории.
На южной окраине находится парк Гуаракара, в котором проводятся матчи по крикету.

## Известные уроженцы
- Флоэлла Бенджамин — британская актриса и телеведущая.
- Дэвид Дженкинс — британский легкоатлет, призёр Олимпийских игр 1972 года в эстафете 4х400.
- Стивен Эймс — тринидадо-тобагианский и канадский гольфист.